# Marele Premiu al Ungariei din 2024
Marele Premiu al Ungariei din 2024 (cunoscut oficial ca Formula 1 Hungarian Grand Prix 2024) a fost o cursă auto de Formula 1 ce s-a desfășurat pe 21 iulie 2024 pe Circuitul Hungaroring din Mogyoród, Ungaria. Cursa a fost cea de-a treisprezecea etapă a Campionatului Mondial de Formula 1 FIA din 2024.
Monoposturile McLaren conduse de Lando Norris și Oscar Piastri au ocupat prima linie la finalul calificărilie, pentru prima dată de la Marele Premiu al Braziliei din 2012. Piastri a câștigat cursa, marcând prima sa victorie în Formula 1. Coechipierul său a terminat al doilea, marcând primul 1-2 pentru McLaren de la Marele Premiu al Italiei din 2021. Pilotul Mercedes Lewis Hamilton a terminat al treilea, devenind primul pilot care înregistrează 200 de podiumuri în carieră.

## Context
Furnizorul de anvelope Pirelli a adus compușii de anvelope C3, C4 și C5 (denumiți duri, medii și, respectiv, moi) pentru ca echipele să le folosească la eveniment.

## Calificări
Calificările au avut loc pe 20 iulie 2024, începând cu ora locală 16:00 CEST (UTC+2), ora 17:00 EEST.
| Poz.                  | Nr. | Pilot            | Constructor                  | Timpi calificări | Timpi calificări | Timpi calificări | Grila finală |
| Poz.                  | Nr. | Pilot            | Constructor                  | Q1               | Q2               | Q3               | Grila finală |
| --------------------- | --- | ---------------- | ---------------------------- | ---------------- | ---------------- | ---------------- | ------------ |
| 1                     | 4   | Lando Norris     | McLaren-Mercedes             | 1:17,755         | 1:15,540         | 1:15,227         | 1            |
| 2                     | 81  | Oscar Piastri    | McLaren-Mercedes             | 1:17,504         | 1:15,785         | 1:15,249         | 2            |
| 3                     | 1   | Max Verstappen   | Red Bull Racing-Honda RBPT   | 1:17,087         | 1:15,770         | 1:15,273         | 3            |
| 4                     | 55  | Carlos Sainz Jr. | Ferrari                      | 1:17,244         | 1:15,885         | 1:15,696         | 4            |
| 5                     | 44  | Lewis Hamilton   | Mercedes                     | 1:17,087         | 1:16,307         | 1:15,854         | 5            |
| 6                     | 16  | Charles Leclerc  | Ferrari                      | 1:17,437         | 1:15,891         | 1:15,905         | 6            |
| 7                     | 14  | Fernando Alonso  | Aston Martin Aramco-Mercedes | 1:17,624         | 1:16,117         | 1:16,043         | 7            |
| 8                     | 18  | Lance Stroll     | Aston Martin Aramco-Mercedes | 1:17,405         | 1:16,075         | 1:16,244         | 8            |
| 9                     | 3   | Daniel Ricciardo | RB-Honda RBPT                | 1:17,050         | 1:16,202         | 1:16,447         | 9            |
| 10                    | 22  | Yuki Tsunoda     | RB-Honda RBPT                | 1:17,436         | 1:16,121         | 1:16,477         | 10           |
| 11                    | 27  | Nico Hülkenberg  | Haas-Ferrari                 | 1:17,362         | 1:16,317         | N/A              | 11           |
| 12                    | 77  | Valtteri Bottas  | Kick Sauber-Ferrari          | 1:17,487         | 1:16,384         | N/A              | 12           |
| 13                    | 23  | Alexander Albon  | Williams-Mercedes            | 1:17,280         | 1:16,429         | N/A              | 13           |
| 14                    | 2   | Logan Sargeant   | Williams-Mercedes            | 1:17,770         | 1:16,543         | N/A              | 14           |
| 15                    | 20  | Kevin Magnussen  | Haas-Ferrari                 | 1:17,851         | 1:16,548         | N/A              | 15           |
| 16                    | 11  | Sergio Pérez     | Red Bull Racing-Honda RBPT   | 1:17,886         | N/A              | N/A              | 16           |
| 17                    | 63  | George Russell   | Mercedes                     | 1:17,968         | N/A              | N/A              | 17           |
| 18                    | 24  | Zhou Guanyu      | Kick Sauber-Ferrari          | 1:18,037         | N/A              | N/A              | 18           |
| 19                    | 31  | Esteban Ocon     | Alpine-Renault               | 1:18,049         | N/A              | N/A              | 19           |
| 20                    | 10  | Pierre Gasly     | Alpine-Renault               | 1:18,166         | N/A              | N/A              | LB           |
| Regula 107%: 1:22,443 |     |                  |                              |                  |                  |                  |              |
| Sursa:                |     |                  |                              |                  |                  |                  |              |

Note
- ^1 – Pierre Gasly s-a calificat pe locul 20, dar a fost nevoit să înceapă cursa de la boxe pentru înlocuirea unor elemente ale unității de putere fără aprobarea delegatului tehnic în timpul condițiilor de parc fermé.[4]
- ^2 – Deoarece calificările au avut loc pe o pistă umedă, regula 107% nu a fost în vigoare.[5]

## Cursa
Cursa a avut loc pe 21 iulie 2024, începând cu ora locală 15:00 CEST (UTC+2), ora 16:00 EEST, și a durat 70 de tururi.
| Poz.                                                               | Nr. | Pilot            | Constructor                  | Tururi | Timp/Abandon | Grilă | Puncte |
| ------------------------------------------------------------------ | --- | ---------------- | ---------------------------- | ------ | ------------ | ----- | ------ |
| 1                                                                  | 81  | Oscar Piastri    | McLaren-Mercedes             | 70     | 1:38:01,989  | 2     | 25     |
| 2                                                                  | 4   | Lando Norris     | McLaren-Mercedes             | 70     | +2,141       | 1     | 18     |
| 3                                                                  | 44  | Lewis Hamilton   | Mercedes                     | 70     | +14,880      | 5     | 15     |
| 4                                                                  | 16  | Charles Leclerc  | Ferrari                      | 70     | +19,686      | 6     | 12     |
| 5                                                                  | 1   | Max Verstappen   | Red Bull Racing-Honda RBPT   | 70     | +21,349      | 3     | 10     |
| 6                                                                  | 55  | Carlos Sainz Jr. | Ferrari                      | 70     | +23,073      | 4     | 8      |
| 7                                                                  | 11  | Sergio Pérez     | Red Bull Racing-Honda RBPT   | 70     | +39,792      | 16    | 6      |
| 8                                                                  | 63  | George Russell   | Mercedes                     | 70     | +42,368      | 17    | 5      |
| 9                                                                  | 22  | Yuki Tsunoda     | RB-Honda RBPT                | 70     | +1:17,259    | 10    | 2      |
| 10                                                                 | 18  | Lance Stroll     | Aston Martin Aramco-Mercedes | 70     | +1:17,976    | 8     | 1      |
| 11                                                                 | 14  | Fernando Alonso  | Aston Martin Aramco-Mercedes | 70     | +1:22,460    | 7     |        |
| 12                                                                 | 3   | Daniel Ricciardo | RB-Honda RBPT                | 69     | +1 tur       | 9     |        |
| 13                                                                 | 27  | Nico Hülkenberg  | Haas-Ferrari                 | 69     | +1 tur       | 11    |        |
| 14                                                                 | 23  | Alexander Albon  | Williams-Mercedes            | 69     | +1 tur       | 13    |        |
| 15                                                                 | 20  | Kevin Magnussen  | Haas-Ferrari                 | 69     | +1 tur       | 15    |        |
| 16                                                                 | 77  | Valtteri Bottas  | Kick Sauber-Ferrari          | 69     | +1 tur       | 12    |        |
| 17                                                                 | 2   | Logan Sargeant   | Williams-Mercedes            | 69     | +1 tur       | 14    |        |
| 18                                                                 | 31  | Esteban Ocon     | Alpine-Renault               | 69     | +1 tur       | 19    |        |
| 19                                                                 | 24  | Zhou Guanyu      | Kick Sauber-Ferrari          | 69     | +1 tur       | 18    |        |
| Ab                                                                 | 10  | Pierre Gasly     | Alpine-Renault               | 33     | Hidraulice   | LB    |        |
| Cel mai rapid tur: George Russell (Mercedes) – 1:20,305 (turul 55) |     |                  |                              |        |              |       |        |
| Sursa:                                                             |     |                  |                              |        |              |       |        |

Note
- ^1 – Include un punct pentru cel mai rapid tur.[7]

## Clasamentele campionatelor după cursă
|        | Poz. | Pilot            | Pct. |
| ------ | ---- | ---------------- | ---- |
|        | 1    | Max Verstappen   | 265  |
|        | 2    | Lando Norris     | 189  |
|        | 3    | Charles Leclerc  | 162  |
|        | 4    | Carlos Sainz Jr. | 154  |
|        | 5    | Oscar Piastri    | 149  |
| Sursa: |      |                  |      |

|        | Poz. | Constructor                  | Pct. |
| ------ | ---- | ---------------------------- | ---- |
|        | 1    | Red Bull Racing-Honda RBPT   | 389  |
| 1      | 2    | McLaren-Mercedes             | 338  |
| 1      | 3    | Ferrari                      | 322  |
|        | 4    | Mercedes                     | 241  |
|        | 5    | Aston Martin Aramco-Mercedes | 69   |
| Sursa: |      |                              |      |

- Notă: Doar primele cinci locuri sunt prezentate în ambele clasamente.